# Dana Loesch
Dana Loesch, de naixement Dana Eaton, (nascuda el 28 de setembre de 1978) és una comentarista política conservadora estatunidenca. És tertuliana de ràdio a TheBlaze, escriptora i portaveu de l'Associació Nacional del Rifle. Ha aparegut com a convidada en cadenes de televisió com ara Fox News, CNN, CBS, ABC i HBO. Ha estat redactora i editora de Breitbart News, un dels principals mitjans d'informació de l'extrema dreta estatunidenca.

## Obres
- 2014. Hands Off My Gun: Defeating the Plot to Disarm America, Center Street, ISBN 9781455584345
- 2016. Flyover Nation: You Can't Run a Country You've Never Been To, Sentinel, ISBN 9780399563881